# マキャベリアン
マキャベリアン (Machiavellian) とはアメリカで生産され、フランスで調教を受けた競走馬、種牡馬である。半弟にジャック・ル・マロワ賞優勝馬イグジットトゥノーウェア(Exit to Nowhere)、全妹に1993年のフランス最優秀2歳牝馬クードジェニー(Coup de Genie)がいる。馬名はマキャヴェリズムに由来し、「策謀家」を意味する。

## 戦歴
1989年8月のヤコウレフ賞（L）でデビューし、ジェイドロバリーを下し優勝。その後モルニ賞、サラマンドル賞とG1を連勝、フランス最優秀2歳牡馬に選出された。1990年初戦のジェベル賞（L）で勝ちデビュー以来の連勝を4に伸ばすが、続く2000ギニーでチロルに敗れ連勝はストップ。次走アイリッシュ2000ギニーでもチロルの4着に敗れた。8月のモーリス・ド・ゲスト賞で5着に敗れたのを最後に現役を引退した。

## 引退後
ダルハムホールスタッドで種牡馬入りし、数多くの活躍馬を輩出した。ドバイワールドカップ優勝馬のアルムタワケルやストリートクライ、プール・デッセ・デ・プーラン（フランス2000ギニー）優勝馬ヴェットーリ、ディアヌ賞（フランスオークス）優勝馬ウェストウィンドなど、様々なタイプの産駒を輩出する万能種牡馬である。日本では重賞級の馬は少ないが、ブルードメアサイアーとしてドバイワールドカップ・皐月賞・有馬記念優勝馬ヴィクトワールピサ、安田記念優勝馬アサクサデンエンなどがいる。2004年4月に蹄葉炎で種牡馬生活を休養していたが、同年6月に死亡した。

### 主な産駒
- 1992年生
  - コクトジュリアン-クリスタルカップ
  - ヴェットーリ(Vettori)-プール・デッセ・デ・プーラン（フランス2000ギニー）
- 1994年生
  - インヴァーマーク(Invermark)-カドラン賞
  - レベッカシャープ(Rebacca Sharp)-コロネーションステークス
- 1995年生
  - アルムタワケル(Almutawakel)-ドバイワールドカップ、ジャンプラ賞
- 1996年生
  - ソニンク - 繁殖牝馬
- 1997年生
  - ベストオブザベスツ(Best of the Bests)-イスパーン賞
  - メディシアン(Medicean)-ロッキンジステークス、エクリプスステークス
- 1998年生
  - ストリートクライ(Street Cry)-ドバイワールドカップ、スティーブンフォスターハンデキャップ
  - ストーミングホーム(Storming Home)-チャンピオンステークス
- 1999年生
  - ライトアプローチ(Right Approach)-ドバイデューティーフリー
- 2000年生
  - グラスボンバー-福島記念
- 2003年生
  - パレスエピソード(Palace Episode)-レーシングポストトロフィー
  - タイブラック(Tie Black)-プール・デッセ・デ・プーリッシュ（フランス1000ギニー）
- 2004年生
  - ウェストウィンド(West Wind)-ディアヌ賞（フランスオークス）

### 母の父としての主な産駒
- 1999年生
  - ジルバブ(Jilbab)CCAオークス
  - アサクサデンエン-安田記念、京王杯スプリングカップ
- 2000年生
  - エンシェントワールド(Ancient World)-ヴィットーリオ・ディ・カープア賞
- 2001年生
  - スウィフトカレント-小倉記念（サマー2000シリーズの初代優勝馬）
- 2002年生
  - シャマルダル(Shamardal)-プール・デッセ・デ・プーラン（フランス2000ギニー）、ジョッケクルブ賞（フランスダービー）、デューハーストステークス、セントジェームズパレスステークス
  - アロウ(Allow)-クイーンズランドオークス
- 2003年生
  - レッドロックス(Red Rocks)-ブリーダーズカップ・ターフ、マンノウォーステークス
  - マイネルスケルツィ-ニュージーランドトロフィー、京都金杯
  - ランヘランバ-小倉サマージャンプ、京都ジャンプステークス
- 2004年生
  - ジューヌトゥルク(Jeune-Turc)-サンパウロ大賞、ブラジル大賞
- 2005年生
  - ダークエンジェル(Dark Angel)-ミドルパークステークス
- 2006年生
  - ナークース(Naaqoos)-ジャン・リュック・ラガルデール賞
  - フラッシング(Flashing)-テストステークス
  - ランフォルセ-エルムステークス、ダイオライト記念、浦和記念、佐賀記念
  - トシキャンディ-プロキオンステークス
- 2007年生
  - ヴィクトワールピサ-ドバイワールドカップ、皐月賞、有馬記念、ラジオNIKKEI杯2歳ステークス、弥生賞、中山記念
- 2008年生
  - フーレイ(Hooray)-チェヴァリーパークステークス
  - ノーザンリバー-アーリントンカップ、カペラステークス、東京スプリント、さきたま杯2回、東京盃
  - ムーヴインタイム(Move In Time)-アベイ・ド・ロンシャン賞
- 2009年生
  - ヴィルシーナ-ヴィクトリアマイル2回、クイーンカップ
  - ゾファニー(Zoffany)-フェニックスステークス
  - ゴールドリーム(Goldream)-キングズスタンドステークス、アベイ・ド・ロンシャン賞
  - シャマルウィンド(Shamal Wind)-オークレイプレート
- 2010年生
  - インカンテーション-レパードステークス、みやこステークス、平安ステークス、マーチステークス、白山大賞典、武蔵野ステークス
- 2012年生
  - シュヴァルグラン-ジャパンカップ、阪神大賞典、アルゼンチン共和国杯
  - テリトリーズ(Territories)-ジャンプラ賞
- 2013年生
  - タリスマニック(Talismanic)-ブリーダーズカップ・ターフ
  - ヴィブロス-秋華賞、ドバイターフ
  - ロジクライ-シンザン記念、富士ステークス
- 2014年生
  - アルウケール(Al Wukair)-ジャック・ル・マロワ賞

## 血統表
| マキャベリアンの血統（ミスタープロスペクター系／Native Dancer 3×4=18.75%、Almahmoud 4×4=12.50%（母内）） | マキャベリアンの血統（ミスタープロスペクター系／Native Dancer 3×4=18.75%、Almahmoud 4×4=12.50%（母内）） | マキャベリアンの血統（ミスタープロスペクター系／Native Dancer 3×4=18.75%、Almahmoud 4×4=12.50%（母内）） | （血統表の出典）   | （血統表の出典） |
| 父 Mr. Prospector 1970 鹿毛                                                                              | 父の父Raise a Native 1961 栗毛                                                                           | Native Dancer                                                                                            | Polynesian         | Polynesian       |
| 父 Mr. Prospector 1970 鹿毛                                                                              | 父の父Raise a Native 1961 栗毛                                                                           | Native Dancer                                                                                            | Geisha             |                  |
| 父 Mr. Prospector 1970 鹿毛                                                                              | 父の父Raise a Native 1961 栗毛                                                                           | Raise You                                                                                                | Case Ace           | Case Ace         |
| 父 Mr. Prospector 1970 鹿毛                                                                              | 父の父Raise a Native 1961 栗毛                                                                           | Raise You                                                                                                | Lady Glory         |                  |
| 父 Mr. Prospector 1970 鹿毛                                                                              | 父の母Gold Digger 1962 鹿毛                                                                              | Nashua                                                                                                   | Nasrullah          | Nasrullah        |
| 父 Mr. Prospector 1970 鹿毛                                                                              | 父の母Gold Digger 1962 鹿毛                                                                              | Nashua                                                                                                   | Segula             |                  |
| 父 Mr. Prospector 1970 鹿毛                                                                              | 父の母Gold Digger 1962 鹿毛                                                                              | Sequence                                                                                                 | Count Fleet        | Count Fleet      |
| 父 Mr. Prospector 1970 鹿毛                                                                              | 父の母Gold Digger 1962 鹿毛                                                                              | Sequence                                                                                                 | Miss Dogwood       |                  |
| 母 Coup de Folie 1982 黒鹿毛                                                                             | 母の父Halo 1969 黒鹿毛                                                                                   | Hail to Reason                                                                                           | Turn-to            | Turn-to          |
| 母 Coup de Folie 1982 黒鹿毛                                                                             | 母の父Halo 1969 黒鹿毛                                                                                   | Hail to Reason                                                                                           | Nothirdchance      |                  |
| 母 Coup de Folie 1982 黒鹿毛                                                                             | 母の父Halo 1969 黒鹿毛                                                                                   | Cosmah                                                                                                   | Cosmic Bomb        | Cosmic Bomb      |
| 母 Coup de Folie 1982 黒鹿毛                                                                             | 母の父Halo 1969 黒鹿毛                                                                                   | Cosmah                                                                                                   | Almahmoud          |                  |
| 母 Coup de Folie 1982 黒鹿毛                                                                             | 母の母Raise the Standard 1978 鹿毛                                                                       | Hoist the Flag                                                                                           | Tom Rolfe          | Tom Rolfe        |
| 母 Coup de Folie 1982 黒鹿毛                                                                             | 母の母Raise the Standard 1978 鹿毛                                                                       | Hoist the Flag                                                                                           | Wavynavy           |                  |
| 母 Coup de Folie 1982 黒鹿毛                                                                             | 母の母Raise the Standard 1978 鹿毛                                                                       | Natalma                                                                                                  | Native Dancer      | Native Dancer    |
| 母 Coup de Folie 1982 黒鹿毛                                                                             | 母の母Raise the Standard 1978 鹿毛                                                                       | Natalma                                                                                                  | Almahmoud F-No.2-d |                  |